# Aiello (cantante)
Aiello, pseudonimo di Antonio Aiello (Cosenza, 26 luglio 1985), è un cantautore italiano.

## Biografia
Nel marzo 2019 ha pubblicato il suo primo singolo Arsenico (con cui ha vinto, a luglio, il premio Lunezia "Stil Novo") e a settembre La mia ultima storia, il primo certificato disco di platino, il secondo disco d'oro.
Il 27 settembre 2019 è uscito per l'etichetta RCA Records il suo primo album in studio intitolato Ex voto, che ha raggiunto la diciannovesima posizione della Classifica FIMI Album, rimanendovi per cinque mesi.
Nel febbraio 2020 è stato candidato con il brano Festa,  presente nel film Bangla, come miglior canzone originale al David di Donatello.
Nel 2020 ha preso parte al Concerto del Primo Maggio in forma virtuale. Per l'estate dello stesso anno ha pubblicato il singolo Vienimi (a ballare), che è stato certificato disco di platino.
Nel marzo 2021 ha partecipato per la prima volta in gara al 71º Festival di Sanremo, nella sezione "Campioni" con il brano Ora, classificatosi al venticinquesimo posto nella classifica finale.
Il 12 marzo 2021 ha pubblicato il suo secondo album in studio Meridionale, che ha incluso gli inediti Vienimi (a ballare), Che canzone siamo, la hit sanremese Ora e Fino all'alba (ti sento).
Il 21 agosto 2021, per l'album Meridionale, ha ricevuto al Teatro dei Ruderi di Cirella a Diamante (CS) il premio Riccio d'argento di fatti di musica per il "Miglior album", nel corso della trentacinquesima edizione del Festival del Miglior Live d'autore diretto da Ruggero Pegna.
Il 29 aprile 2022 ha pubblicato il singolo Paradiso, seguito il 2 dicembre dal singolo Domani torno e il 31 marzo 2023 dal singolo Aspettiamo mattina.
il 26 maggio 2023 ha pubblicato il suo terzo album in studio Romantico, insieme al singolo Mi piace molto, seguito da un tour estivo e un tour nei club.
Il 24 maggio 2024 ha pubblicato il singolo Talete, seguito l'11 ottobre dal singolo Tutto sbagliato. Il 18 aprile 2025 è uscito il suo nuovo singolo Come ti pare.

## Discografia
- 2019 – Ex voto
- 2021 – Meridionale
- 2023 – Romantico

## Tournée
- 2023 – Romantico tour

## Partecipazioni a manifestazioni canore
- Festival di Sanremo (Rai 1)
  - 2021 – 25º posto sezione "Campioni" con Ora

## Riconoscimenti
- David di Donatello
  - 2020 – Candidatura alla migliore canzone originale per Festa[9]
- Festival del Miglior Live d'autore diretto da Ruggero Pegna
  - 2021 – Premio Riccio d'argento di fatti di musica al "Miglior album" per Meridionale[18]
- Premio Lunezia
  - 2019 – Premio Stil Novo per Arsenico[3]